# Lars Hertervig
Lars Hertervig   (Borgøy, 16 de febrer de 1830 - Stavanger, 6 de gener de 1902) va ser un pintor noruec. La seva obra semifantàstica amb motius del paisatge costaner a la regió tradicional de Ryfylke és considerada com un dels cims de la pintura noruega.

## Biografia i carrera

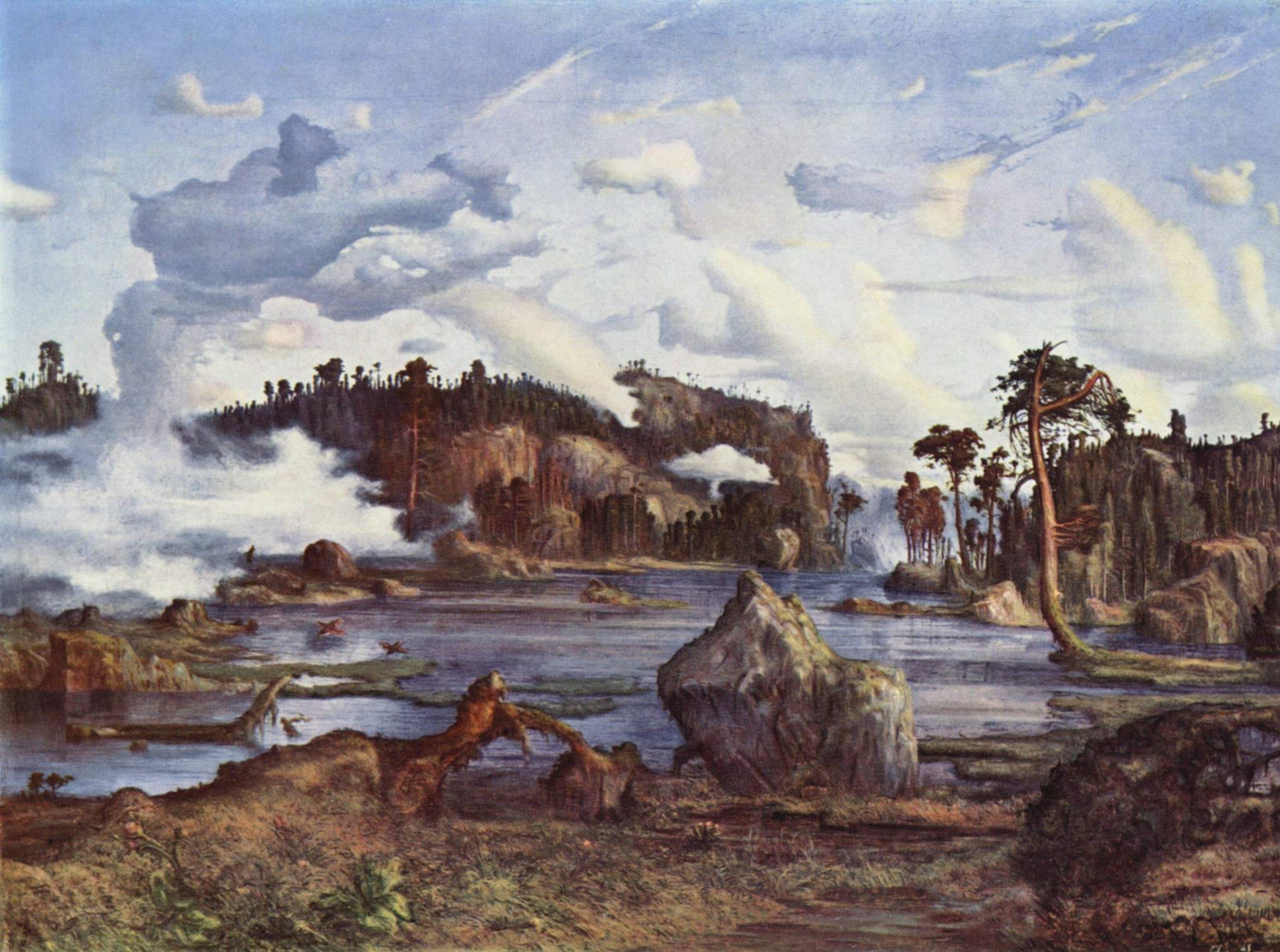
Skogtjern (Llac del bosc). Oli sobre tela, 1865.

Lars Hertervig va néixer l'any 1830 a Borgøy, al municipi de Tysvær a Noruega, a la costa oest de Noruega, al nord de Stavanger. La seva família eren pobres, agricultors quàquers. Hertervig va estudiar pintura a l'Acadèmia de les Arts de Düsseldorf des de 1852, com a alumne particular de Hans Gude. Està associat a l'escola de pintura de Düsseldorf.
El 1854, a causa d'una broma cruel feta pels seus companys d'estudis, va experimentar una crisi mental temporal i es va traslladar de nou a la zona de Stavanger. L'octubre de 1856, Hertervig va ingressar a l'asil de Gaustad.
Els seus últims 30 anys va lluitar econòmicament i finalment va acabar a la casa de pobres. No es podia permetre el luxe de pintar amb oli sobre tela, i diverses obres d'aquesta època són aquarel·les i guaix sobre paper no destinats a la pintura, de vegades utilitzant trossos de paper enganxats amb pasta de farina de sègol casolana.
El seu èxit artístic va ser pòstum, arribant a l’Exposició del Jubileu de 1914 a Kristiania (actual Oslo), dotze anys després de la seva mort a Stavanger.

## Cultura popular
Odd Kvaal Pedersen va escriure Narren og hans mester, un documental sobre Lars Hertervig el 1987. Paal-Helge Haugen va escriure Hertervig: Ein opera el 1995.
Jon Fosse, Premi Nobel de Literatura 2023, va crear un homenatge a Hertervig amb la seva novel·la de 1995 Melancholia I i la seva seqüela de 1996 Melancholia II. Fosse també va escriure el llibret de Melancholia, una adaptació a l'òpera de Georg Friedrich Haas, que es va estrenar a l'Òpera Garnier de París el 9 de juny de 2008 a l'escenari per Stanislas Nordey (Premi Laurence Olivier 2008 per a una nova òpera) i vestuari de Raoul Fernandez.

## Galeria

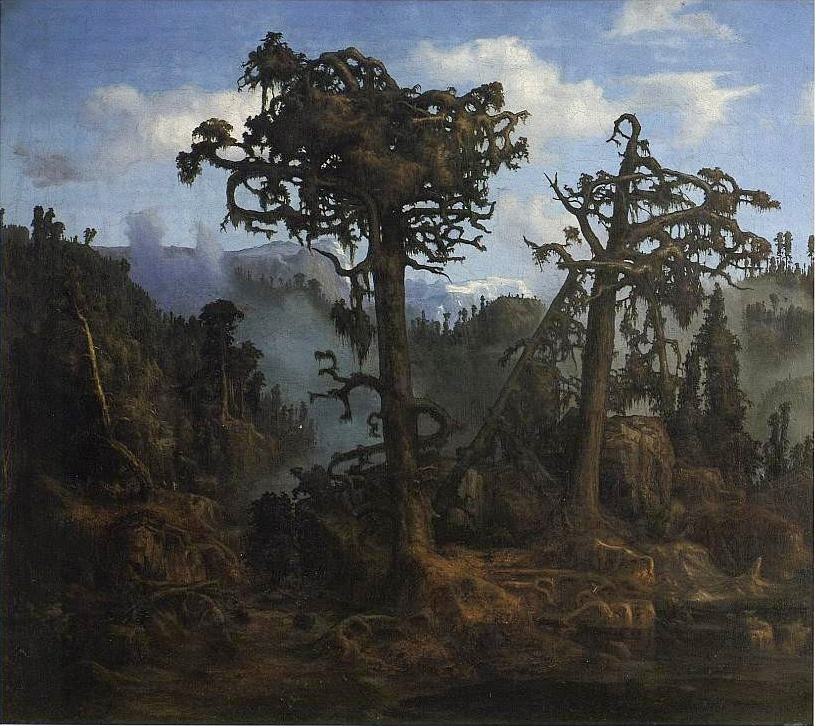
Pins vells, 1865
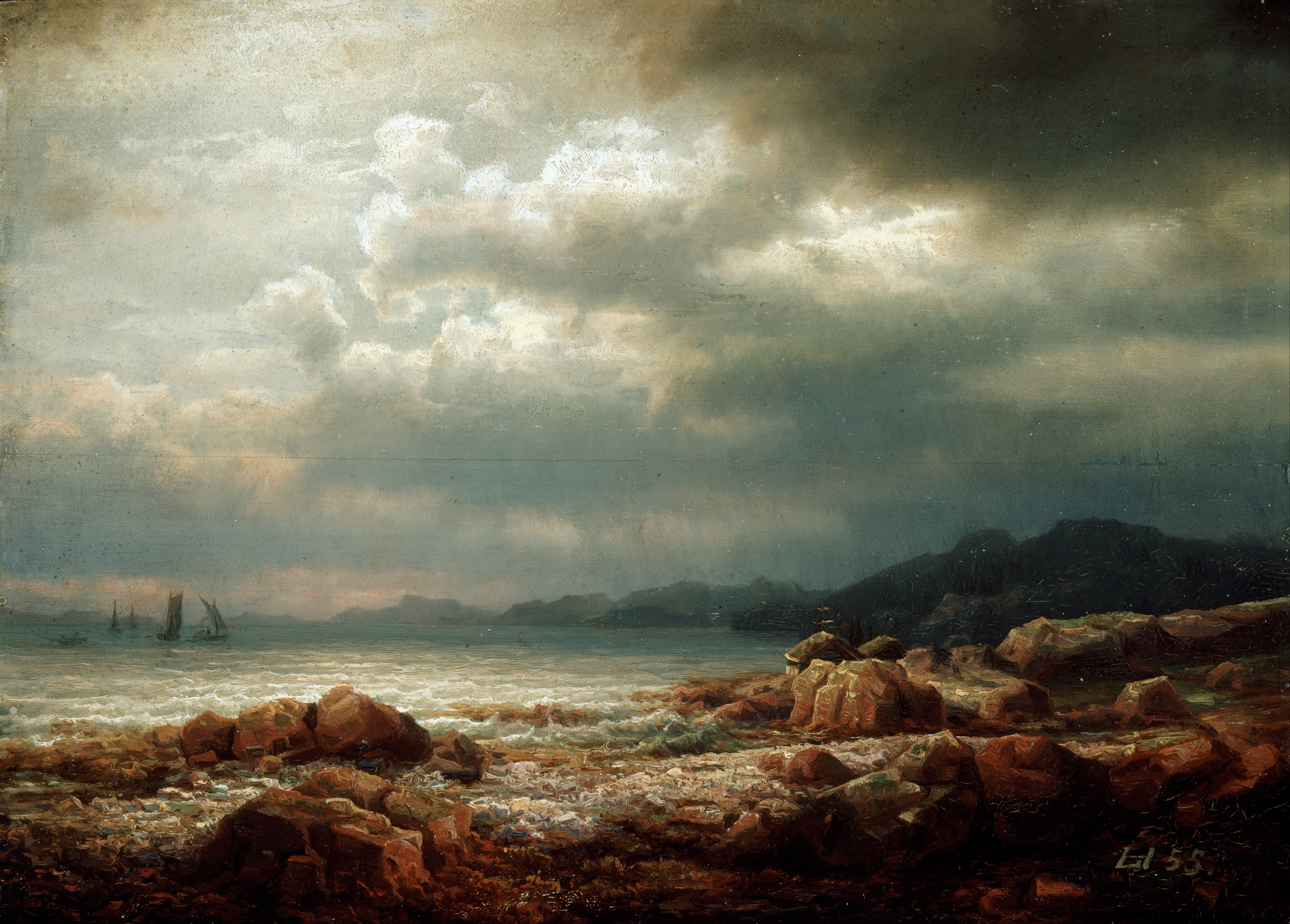
Paisatge costaner, 1855
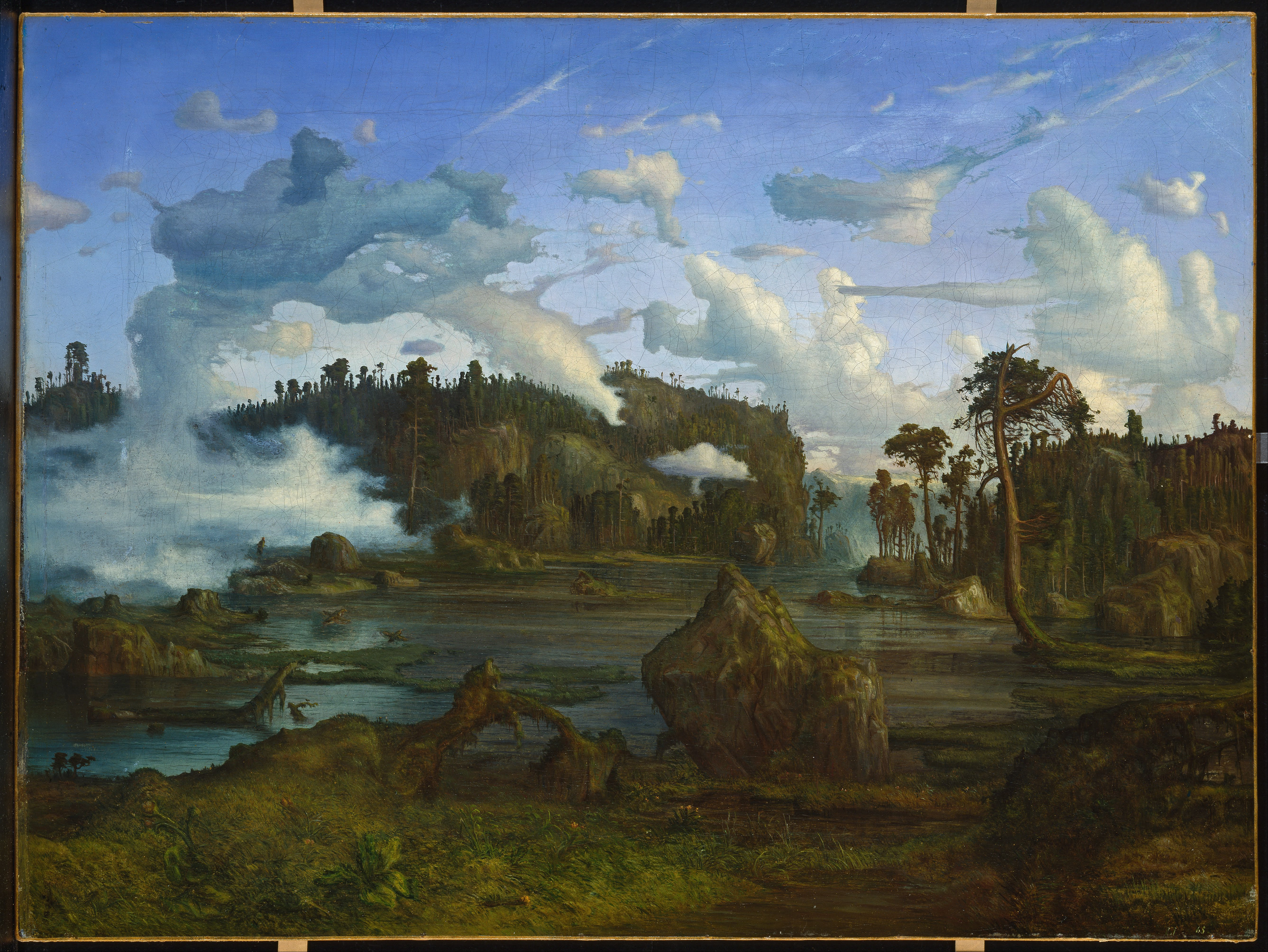
Llac Tarn, 1865
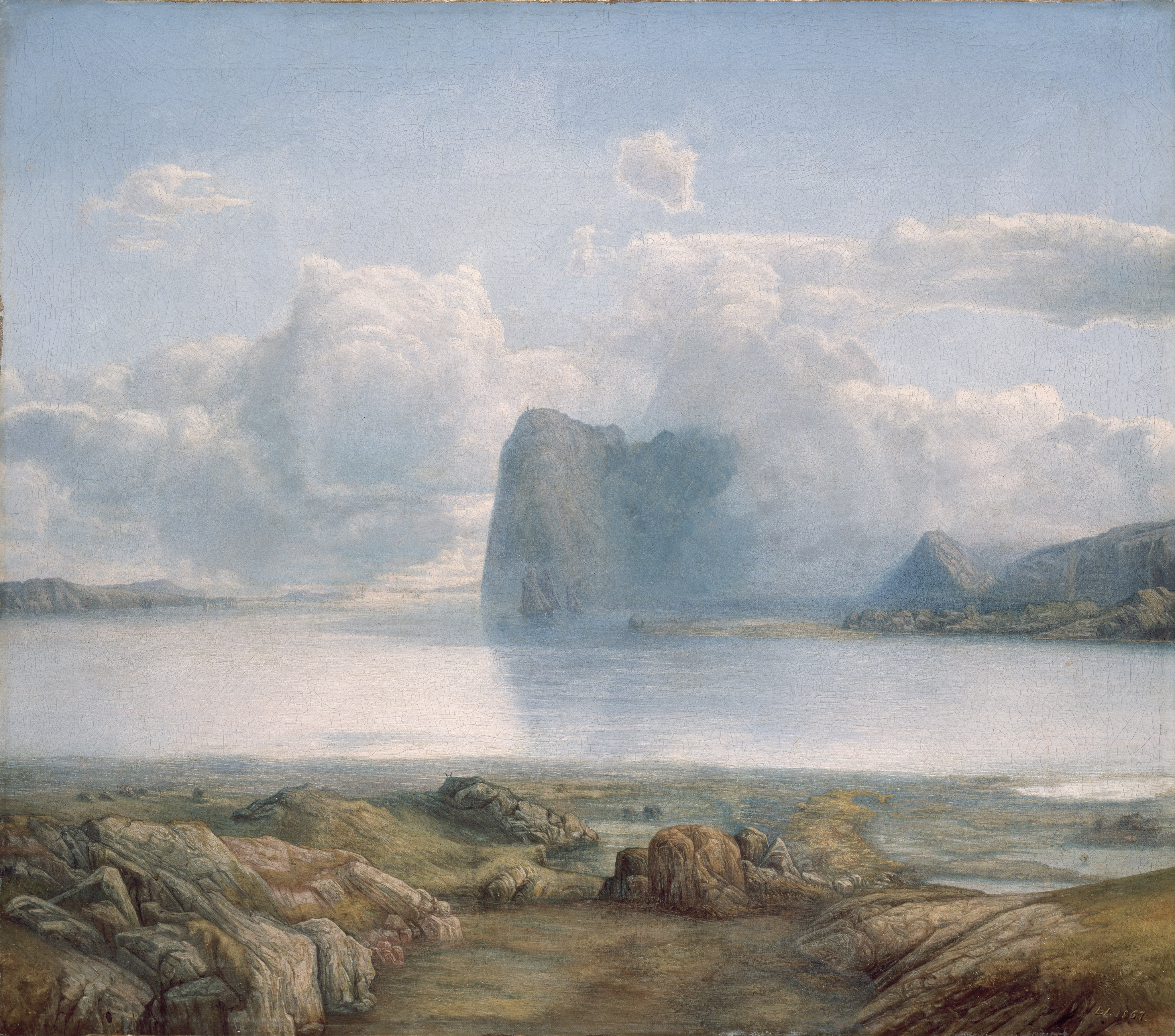
Illa Borgøy